# 坐隠談叢
『坐隠談叢』（ざいんだんそう）は、日本の囲碁の歴史を描いた書物。
1904年（明治37年）に、（のちに関西囲碁会（関西囲碁研究会）を創設する）安藤豊次（号は如意）が刊行した。6年後の1910年（明治43年）、安井算英、中川亀三郎、本因坊秀栄の死去後の情報を追記した「訂増版」と称した版が「関西囲碁会」から再刊。いずれも山田光（号は玉川）が執筆を担当したとされる。
その後、『囲碁全史 : 坐隠談叢』として、広月絶軒と 安永一が増補したものが平凡社から1941年に刊行された。また『新編増補　坐隠談叢　囲碁全史』と題したものが渡辺英夫の改補で新樹社から1955年・1973年に刊行された。